# Australocnus
Genre
Australocnus est un genre d'holothuries (concombres de mer) abyssales de la famille des Cucumariidae. 

## Liste des espèces
Selon World Register of Marine Species (10 mars 2015) :
- Australocnus calcareus (Dendy, 1896)
- Australocnus occiduus (O'Loughlin & O'Hara, 1992)